# Szaniter
A szaniter gyűjtőfogalom, amely magába foglal minden mosdóhigiéniai eszközt, bútort és kiegészítőt, ami alkalmas a fürdőszobák, mosdók és illemhelyiségek felszerelésére.

## Típusai
A szaniterek csoportja széles és sokoldalú, de felhasználásuk szempontjából az alábbiak szerint csoportosíthatjuk őket:
- Fajanszok: A kerámiából, porcelánból készült mosdók, bidék és WC-csészék, kiegészítők tartoznak a fajanszok közé.
- WC-tartályok: Választhatók falsík alatti vagy falsíkon kívüli kivitelben. A WC-csésze megtisztításáról és kiürítéséről gondoskodnak.
- Öblítőszelepek: A WC-öblítőszelepek a WC tartály nélküli öblítéséről gondoskodnak.
- Zuhanyzók: A zuhanyzók csoportjába tartoznak a zuhanytálcák és zuhanykabinok, melyek számtalan fajtájúak, anyagúak és típusúak lehetnek.
- Csaptelepek: Szerelvények, amelyek a hideg és meleg víz vételezésére szolgálnak.
- Kiegészítők: Minden egyéb fürdőszobai bútor, eszköz vagy kellék, amely a higiéniai feladatok elvégzését támogatja.

## Anyaga
Az előállításukhoz használt anyagok sokfélék lehetnek. A fajanszok többnyire porcelánból vagy kerámiából készülnek, míg fürdőkádak esetében zománcozott, akril és quaryl típusúakkal találkozunk leginkább. A zuhanytálcák általában műanyag felhasználásával készülnek.